# Cappella di San Bernardo (Valgrana)
La cappella di San Bernardo è una chiesa del comune di Valgrana, in Piemonte.
Essa presenta la struttura tipica delle cappelle quattrocentesche con una volta a crociera, tre arconi aperti sui lati e un porticato davanti all'ingresso.
La cappella ha subito dei restauri riguardanti gli affreschi e il tetto. Inoltre sono stati riaperti i tre arconi e messe delle vetrate.
Gli affreschi, risalenti al 1470, sono opera di Pietro Pocapaglia da Saluzzo.
Sulla facciata, nella parte alta è affrescata l'Annunciazione, ai lati Santa Caterina e San Bernardo da Mentone. All'interno, sulla parete dietro l'altare, ci è raffigurata seduta su un  trono la Madonna con in braccio il Bambino, affiancata da San Giovanni Battista e San Bernardo. 